# Église Saint-Géraud de Saint-Cirgues
 (décembre 2021).
L'église Saint-Géraud de Saint-Cirgues est située dans le bourg de Saint-Cirgues dans le département du Lot, en France.

## Historique
L'église actuelle de Saint-Cirgues a été construite vers 1855 sur l'emplacement du château fort qui était en ruines depuis le XVIe siècle.
La tradition locale dit que vers 1855 les paysans de la paroisse s'étaient réunis quelques dimanches de suite avec leurs bœufs et leur char pour charger les pierres de l'ancienne église, celle-ci étant en très mauvais état depuis un demi-siècle au moins et les monter sur la place du bourg.
C'était un prieuré dépendant de l'abbaye Saint-Géraud d'Aurillac. Il était situé sur l'emplacement du cimetière actuel. L'extension du cimetière de l'autre côté de la route de Lasfargues retrouve en effet l'emplacement de l'ancien cimetière, que les documents précisent être situé du côté nord de l' église.
Le récit de la vie de saint Géraud écrit par Odon, abbé de Cluny, quelque vingt-cinq ans après la mort de Géraud (vendredi 13 octobre 909), nous apprend que le bon Comte descendait à pied tous les jours de son château en haut du village à son prieuré église, y assister à deux messes.
Il est fort probable que saint Géraud, comte d'Aurillac et fondateur de l'abbaye d'Aurillac, aurait richement doté son prieuré de Saint-Cirgues, vu que ce fut ici a son château qu'il préférait résider vers la fin de sa vie.
On peut se faire une idée de l'ancienne église romane : elle avait deux chapelles et que ses vases sacrés, calices, patène, ciboire, ostensoir et porte-Dieu étaient en argent.
Des détails intéressants se trouvent dans le verbal de visite de l'église le 3 octobre 1803 par le curé de Gorses, Calmette, le délégué de l'évêque de Cahors : « Le sanctuaire a besoin de décoration. Le lambris du chœur qui est en bois vermoulu devrait être refait, et il faudrait passer un blanc sur les murailles. Le pavé de la nef n'est point uni ;il a besoin d'être nivelé. Les murs de l'édifice ne paraissent point solides ; ils sont crevassés a plusieurs endroits. Les degrés de la porte d'entrée de l'église sont entièrement ruinés, et ont grandement besoin d'être remis. L'intérieur de l'église est malsain a cause de l'humidité qui provient de ce que les murs du côté nord sont presque dans la terre qui domine beaucoup trop de ce côté là. On pourrait ménager en dehors à côté du mur un fossé pour faire découler les eaux. Les cimetières qui en-joignent l'église du côté nord manquent de porte pour en fermer l'entrée, la muraille qui l'environne n'est pas assez élevée, elle est même écroulée énorme quelques endroits. Les vases sacrés, tous en argent, sont en très bon état. La sacristie est pourvue des linges, ornements et livres nécessaires pour le service divin. La chaire, les confessionnaux, les baptistères et les registres sont enfin en bon état » (archives diocésaines).
Le même délégué de l'évêque fit une autre visite de Saint-Cirgues le 6 octobre 1819 : « le pavé de la nef est ruiné, les murs et le toit paraissent solides, mais le plancher du haut de l'église paraît vieux et usé, le cimetière contigu à l'église du côté nord est bien clôturé par tous les points ».
Une vingtaine d'années plus tard, vu l'état dangereux de l'édifice, l'évêque Jean-Jacques-David Bardou a permis la célébration des saints offices dans une grange : celle de Lasfargues, la plus proche ou celle du Cammay ou, d'après une longue tradition, la messe a été célébrée pendant la Révolution française. Dans un décret de 1851, l'évêque précise sans ambages qu'il avait accordé ce permis là à titre provisoire seulement. Il s'y réfère au net désir des paroissiens de Saint-Cirgues d'avoir une nouvelle église mais il constate qu'ils rechignent à fournir les fonds nécessaires. Donc il décrète une date limite pour qu'ils fournissent et fixe les sanctions en cas de refus d'obéissance (document Bardou, archives diocésaines).
Semble-t-il que le notaire Laborie de Larigaldie qui était à l'époque propriétaire de la maison voisine de l'ancienne église dans laquelle il recevait ses clients le dimanche, se disputait avec le notaire Mage de Lantuejoul le site de la nouvelle église. Celui-là sur le site même de l'ancienne. Les mobiles de chacun paraissent assez clairs. Lors de sa visite pastorale de Saint-Cirgues le 1er juillet 1855, l'évêque Bardou, dans son rapport s'exprime avec quelque satisfaction au sujet de  la nouvelle église qu'il avait trouvé.

## Le mobilier d'art
L'abbé Lugan a fait restaurer deux tabernacles en noyer, dont l'un a droite de l'autel est de style Art populaire et remonte environ au XVIe siècle. Celui situé a gauche est de style Renaissance  et se situe entre le XVIIIe et le XIXe siècle.

## Liste des prêtres de Saint-Cirgues
- 1461 : Guillaume d'Arcimoles
- 1529 : Jean Paramelle
- 1573 : Jean de Paramelle
- 1611 : Jean Barsal
- 1664 : Étienne Dufau
- 1673 : Hugues Conde
- 1695 : Antoine Cantauzel
- 1711 : ... Rieu
- 1746 : Pierre Teullie
- 1776 : Antoine Lagerbe
- 1819 : ... Revel
- 1846 : Jean Destruel
- 1860 : Jean-Pierre Cros
- 1875 : Jean-Félix Souiry
- 1902 : ... Bras
- 1906 : ... Roussilhe
- 1916 : Jean-Eugène Lauvie
- 1920 : Raymond Vinxe
- 1931 : ... Jauliac
- 1948 : René Lugan
- 1978 : Noël Lacam (chapellain de la chapelle Notre-Dame de Verdale)